# Dassendorf
Dassendorf település Németországban, Schleswig-Holstein tartományban. Lakosainak száma 3398 fő (2023. december 31.).

## Népesség
A település népességének változása:
| Lakosok száma | 2220 | 3181 | 3347 | 3334 | 3418 | 3404 | 3398 |
|               | 1975 | 2014 | 2017 | 2019 | 2021 | 2022 | 2023 |